# Stichting Popmuseum
De Stichting Popmuseum was een Nederlandse stichting die op 24 februari 1987 in Den Haag werd opgericht door Ton van Steen (34), Robbert Bax (23) en Hanna de Heus (24, bestuurslid tot 1988), met als doel het realiseren van een museum waarin de internationale geschiedenis van de popmuziek centraal staat. Aanleiding was een droom die Ton van Steen naar eigen zeggen in september 1985 kreeg, waarin hij rondliep in een museum waar foto's hingen van bekende popmuzikanten en waarin je door een koptelefoon popmuziek kon horen. Hij ging op zoek of er al zo'n museum bestond, maar alleen in Londen bleek er een afdeling van het British Museum te zijn die aandacht besteedde aan de geschiedenis van de popmuziek en verder was er nog het Beatles Museum in Vught.
De stichting riep de medewerking in van diverse organisaties op het gebied van de popmuziek, zoals platenmaatschappijen, muziektijdschriften en de Veronica Omroep Organisatie. Prins Willem-Alexander werd aangeschreven met het verzoek om beschermheer van de stichting te worden, maar hij bleek het te druk te hebben met zijn studie. Het blad Muziek Expres, de V.O.O. en de Stichting Nederlandse Top 40 zegden hun medewerking toe.
Aan de gemeente Den Haag werd een verzoek gedaan om subsidie voor de oprichting van het museum en zo werd de aandacht getrokken van de Haagsche Courant, die op 17 juni 1987 een artikeltje wijdde aan het initiatief. In het dagblad Trouw verscheen op dezelfde dag een interview met Ton van Steen. Naar aanleiding van deze publicaties had hij een interview met Elles de Bruin. van Radio West
Eind 1987 trad Robbert Bax af als bestuurslid. Popfotograaf Fred van Stralen (29) verving hem.

## Popexpositie in 1988
In de week van 26 t/m 31 januari 1988 organiseerde de Stichting Popmuseum met en in het Haagse Paard van Troje de eerste algemene popexpositie ter wereld, over de periode 1972-1987, die tevens de eerste 15 jaar van deze concertzaal belichtte. Er werd aan meegewerkt door: het platenlabel Virgin, dat een groot aantal posters en platenhoezen afstond, Lex Harding, die uit zijn privécollectie onder andere de boei in bruikleen gaf die aan de Norderney had gehangen, Muziekkrant OOR, dat foto's van bekende muzikanten en twee tekeningen van Herman Brood afstond, platenmaatschappijen als WEA, EMI en Rockhouse Records, die eveneens foto's in bruikleen gaven (ook gesigneerde, onder andere van Olivia Newton-John en Spandau Ballet), en de fanclubs van U2, BZN, Joe Cocker en Drukwerk. Tijdens de tentoonstelling, die 'Paard en Pop in Galop' heette, was een geluidsband te horen met hits uit de jaren vijftig tot en met tachtig.
De expositie, die geopend werd door Hans van den Burg van de Haagse popgroep Gruppo Sportivo en door 500 mensen in één week tijd werd bezocht (onder anderen door de wethouder van Cultuur van Den Haag, Jack Verduyn Lunel, en enkele leden van de Haagse groep The Riff, die net de Grote Prijs van Nederland had gewonnen), bracht de nodige nationale media-aandacht met zich mee. De pas opgericht Haagse lokale omroep Lokatel zond een special uit over het 15-jarig bestaan van het Paard en de popexpositie.
Het Algemeen Dagblad wijdde een paginagroot artikel aan het initiatief en in het VARA-programma 'Voor wie niet kijken wil' van 21 april 1988 mocht Van Steen een oproep doen om de collectie van de stichting te vergroten. De popzanger David Cassidy verzocht zijn Nederlandse fanclub enkele lp's en foto's aan de Stichting Popmuseum te schenken, hetgeen gebeurde. Met de journalist en zanger van de popgroep Noodweer Jos Bloemkolk hadden Van Steen en Van Stralen een interview voor het weekblad Elsevier.
Tijdens de opening van de expositie was Van Steen in contact gekomen met verzamelaar Fenno Werkman, die het nodige film- en videomateriaal aan de stichting zou kunnen leveren.
In de zomer van dat jaar nam Robert Haagsma de plaats in van Hanna de Heus. Tot begin 1989 zou hij bestuurslid blijven.

## Expositie-tournee
De bestuursleden van de stichting gingen op zoek naar sponsors en organiseerden in 1989 een expositie-tournee door Nederland, die druk werd bezocht. Ook het festival Parkpop werd aangedaan. Dat jaar stond in het teken van de geldinzamelingsactie '1 Piek voor het Popmuseum', die via Lokatel, NCRV, VARA's 'Popkrant', OOR, Radio West en De Telegraaf landelijke aandacht kreeg. Het Algemeen Nederlands Persbureau (ANP) nam contact op met de Stichting Popmuseum, met als gevolg dat het nieuws over de actie ook in de regionale dagbladen kwam te staan. De NCRV had een straatenquête gehouden onder jongeren of ze een Popmuseum zagen zitten en of ze een piek zouden geven. Over het algemeen stond men niet negatief tegenover het idee van een Popmuseum. Radiopresentator Sjors Fröhlich, die met Van Steen een interview had in het programma 'Paperclip', was de eerste die een piek gaf voor het Popmuseum.
Er werd in totaal niet meer dan 400 gulden opgehaald, maar de initiatiefnemers vonden de reacties van het publiek bemoedigend. Het lukte de stichting echter niet om sponsors te vinden. Breekpunt was steeds dat ze een eigen startkapitaal moest hebben teneinde aan fondsen te komen.

## Fotopersbureau Popmuseum
In 1990 werd het Fotopersbureau Popmuseum opgericht dat de door Fred van Stralen tijdens concerten en festivals gemaakte foto's te koop aanbood. De Haagse zender Lokatel-tv besteedde daar aandacht aan in haar beeldkrant. Een boze manager van de groep Clouseau belde de Stichting Popmuseum dat de foto's die Van Stralen van zijn groep op Parkpop had gemaakt, niet verkocht mochten worden. Ook deze affaire, die later een storm in een glas water bleek te zijn, kwam in de beeldkrant van Lokatel te staan.

## Middagtheeconcertenplan
In 1991 hield de stichting een onderzoek onder de belangrijkste poppodia in Nederland over de optreedmogelijkheden van beginnende popgroepen. Volgens gegevens van de Stichting Popmuziek Nederland (nu: Muziek Centrum Nederland) waren er in die tijd zo'n 72.000 popgroepen in Nederland. De meeste van de 4500 poppodia werden in het weekend gebruikt door artiesten uit de (Nederlandstalige) lichte muziek, door artiesten die met orkestbanden met Top 40-werk werkten, voor het houden van mini-playbackshows en voor optredens van Back to the Sixties-coverbands. 15 clubs waren gespecialiseerde poppodia en organiseerden elk weekend en ook doordeweeks concerten van binnen- en buitenlandse popartiesten.
Afgaande op de OOR-concertagenda werden er in Nederland ongeveer 160 popconcerten per week gegeven, in ongeveer 100 verschillende clubs. Uit een OOR-enquête over het bezoek aan clubs en concerten, die in nr. 22 van jaargang 1988 werd gepubliceerd, bleek dat 29,6% van de invullers vond dat de concerten in clubs te laat begonnen. De Stichting Popmuseum legde via een enquête aan de belangrijkste poppodia de vraag voor of ze bereid waren om de aanvangstijden van concerten te vervroegen. Een op de drie geënquêteerden antwoordde positief op deze vraag.
Daarop stelde de stichting het zogeheten Middagtheeconcertenplan (MTC-plan) samen, dat behelsde dat beginnende popgroepen in samenwerking met jongerencentra met een poppodium, in de middag na schooltijd concerten gaven, zodat ze hun talent konden ontwikkelen en tieners in contact kwamen met live-popmuziek. Het plan kreeg in februari 1992 aandacht van programmaredacties van Lokatel, de VPRO en de VARA, en middels interviews met Van Steen door onder andere Henk Westbroek, die positief tegenover het plan stond, kreeg het MTC-plan landelijke bekendheid.
Het gevolg was dat niet alleen het aantal middagconcerten in het weekend en doordeweeks enigszins werd uitgebreid, maar ook dat het totale aantal popconcerten in het algemeen met 100% steeg (volgens de OOR-concertagenda) tot zo'n 1100 per maand. De hoogste piek was daarvoor 800 geweest in 1989. Tussen 1981 en 1985 (toen de Nederlandstalige popgroepen succesvol waren) lag het aantal op 600 per maand.
In de loop der jaren zou het aantal popconcerten per maand steeds meer stijgen, om eind 1994 een recordaantal van 1850 te bereiken. Daarna zou het op een aantal van ongeveer 1600 per maand blijven steken.
Het maximale aantal popconcerten per maand
| Jaren zestig | Jaren zeventig | Jaren tachtig | Jaren negentig     |
| ------------ | -------------- | ------------- | ------------------ |
| 400          | 400            | 600 - 800     | 1100 - 1850 - 1600 |

In 1992 gaf de Stichting Popmuseum ook de brochure Hoe word je popmuzikant uit, met tips voor beginnende popmuzikanten. Ze kreeg aandacht van het jongerenblad Primeur (dat ook iets publiceerde over het MTC-plan), RTV west en De Posthoorn.

## Management
Van september 1994 tot mei 1995 was Van Steen manager van de beginnende band Purple Iris, met onder andere bassist Ventje, zangeres Angela Klootwijk, drummer Dimme Heykoop (later in Miss Behave, SliQ, Four by four), gitarist Wilco Neeleman (later in Gin) en zanger Ton de Jong. In 1996 werd een demobandje opgenomen met de jonge band Stretch en werd Ton van Steen manager van zanger/toetsenist Sebastiaan Huizer (20, artiestennaam: Mr Sebby, ex-Equalizer), die later zou gaan samenwerken met rapper C-Boy, alias Christopher Solomon. In 1998 werd met dit tweetal een demobandje opgenomen in de Roof Studio van Hans Westerhof (ex-R&B Connection) en naar aanleiding daarvan had MacSebby in april van dat jaar een interview met Jeffrey Huf en Stevijn de Jong in het programma 'De Snabbelaar'. Tevens was daarin het nummer 'Why aren't you sure of me?' van Mr Sebby en C-Boy te horen.
Het managementbureau Popmuseum zou tot 2000 bestaan.
In maart 1996 hield Van Steen een lezing in Verpleeghuis De Bieslandhof in Delft met als thema 'Pop en klassiek'.

## Het Liverpool van Nederland
Het boek Het Liverpool van Nederland, een kroniek over het ontstaan van de Nederbeat (en daarmee de Nederpop) in Den Haag, werd uitgegeven in 2002. In 1989 was Ton van Steen er al aan begonnen om met het boek fondsen voor de stichting te werven. Dankzij de protestzanger Armand, die dat jaar een ontmoeting had met Van Stralen en Van Steen tijdens de beat-revival 'Let the Sixties roll!' in Veendam, kwam de laatste in contact met pop-archivaris en hoofdredacteur van het blad Sounds of the Sixties Bert Bossink, die allerlei uniek materiaal voor het boek aanleverde. Zo werd Bossink medeauteur.
Voor de nodige inside-informatie had Van Steen interviews gehouden met bekende en minder bekende muzikanten uit het beat-tijdperk, zoals Dihl Bennink van de Tee Set, Hans Westerhof van de R&B Connection, Hans van Eyk van The Jumping Jewels, Joey Chong van The Incrowd, Willy Wissink van Willy and his Giants en Hans Ziech van Earth & Fire. Ook had hij een gesprek met popfotograaf Nico van der Stam, die veel beatmuzikanten uit Den Haag had gefotografeerd.
Van Jan Rot en Bart Chabot kregen de schrijvers toestemming om gedeelten van hun artikelen uit de OOR te gebruiken.
In het Haags Popcentrum(HPC) interviewde Van Steen de leden van de Haags/Ierse band Smear Campaign (later: Saucebox, met onder andere Ronald Stemmerich, coördinator HPC tussen 1999 en 2006 en oprichter '3voor12 Den Haag' over de situatie voor beginnende bands in Den Haag. Dit interview verscheen in een bijlage van HLVN.
Nog voor verschijnen kreeg het boek in 1989 aandacht van de Haagsche Courant en in 1992 van het blad Sounds of the Sixties. Ook had Van Steen er in februari 1997 een interview over met Gerard van den IJssel in het programma 'Haags Poppodium'.
Tijdens het zoeken naar een uitgever voor het boek werd het voorlopig op de website van het Popmuseum geplaatst en naar aanleiding daarvan kreeg het in 2001 een positieve recensie in het muziekblad Aloha.
Na de verschijning van het boek publiceerde De Boxtelse Koerier op 12 december 2002 een interview met Bert Bossink, die het een en ander over de totstandkoming van Het Liverpool van Nederland vertelde. Ook werd hij enkele malen als gast uitgenodigd door Radio 227 in het programma van Dick Zuydwijk.
In februari 2003 verscheen er op de website 'Soundscapes' (in volume 5) een recensie van het boek door Ger Tillekens. Het Historisch Nieuwsblad publiceerde in november van dat jaar het artikel 'In elke kroeg, club of rolschaatsbaan speelde een band' van Peter Breedveld, waarin informatie uit HLVN was verwerkt. Ook voor het artikel 'Pop achter de duinen' van Gerard van den IJssel in het maandblad NL70, editie februari 2007, werd geput uit de kronieken van Van Steen en Bossink.

## Einde van de stichting
In juli 1998 werd de Stichting Popmuseum opgeheven, wel bestaat er een door Ton van Steen opgezette website genaamd Popmuseum die refereert aan het werk van de stichting. Ter promotie van deze website werd in 2011 de song 'I need you' van MacSebby (= Sebastiaan) als YouTube-filmpje uitgebracht.